# Bermesnil
Bermesnil (picardisch: Bérmini) ist eine nordfranzösische Gemeinde mit 201 Einwohnern (Stand 1. Januar 2022) im Département Somme in der Region Hauts-de-France. Die Gemeinde liegt im Arrondissement Amiens (seit 2009) und ist Teil der Communauté de communes Somme Sud-Ouest und des Kantons Poix-de-Picardie.

## Geographie
Die Gemeinde liegt auf der Höhe über den Tälern des Liger und der Bresle rund acht Kilometer südwestlich von Oisemont.

## Geschichte
Die Gemeinde ist 1972 aus dem Zusammenschluss der früheren Gemeinden Mesnil-Eudin (picardisch: Au Mini) und Bernapré (picardisch: Bèrnapra) entstanden.
In Mesnil-Eudin wurde bearbeiteter Feuerstein gefunden, der auf eine vorgeschichtliche Besiedelung hindeutet. Hier stand auch ein Feudalschloss, das abgegangen ist. In Bernapré steht ein modernes Schloss.

## Einwohner
| 1962 | 1968 | 1975 | 1982 | 1990 | 1999 | 2006 | 2011 |
| ---- | ---- | ---- | ---- | ---- | ---- | ---- | ---- |
| 80   | 97   | 182  | 200  | 214  | 203  | 245  | 234  |

## Sehenswürdigkeiten
- Kirche Saint-Barthélemy in Mesnil-Eudin[1]
- Schloss in Bernapré mit Garten